# Бублик Людмила Іванівна
Бублик Людмила Іванівна (нар. 5 січня 1941, м. Тамбов, РФ) — вчена-еколог, доктор сільськогосподарських наук (1995) та професор (2002)..

## Біографія
Бублик Людмила Іванівна закінчила у 1964 р Московський державний університет тонких хімічних технологій імені М.В. Ломоносова. Відтоді працювала в Інституті захисту рослин УААН на посаді молодшого наукового співробітника, старшого наукового співробітника (1971-1988 рр.), провідного наукового співробітника (1989-1992 рр.). З 1992 р. працює завідувачем лабораторії аналітичної хімії пестицидів.

## Основні наукові дослідження
Основний напрям наукових досліджень – розробка теоретичних основ якісного і кількісного аналізу пестицидів в об’єктах довкілля, методик визначення хімічних препаратів та їхніх сумішей у рослинах, ґрунті, воді фізико-хімічними методами; екотоксикологічні обґрунтування застосування пестицидів для захисту рослин від шкідливих організмів.

## Основні наукові праці
- Моніторинг та екотоксикологічне обґрунтування застосування хімічних засобів захисту рослин // Захист і карантин рослин. 1996. Вип. 44 (співавт.);
- Моделювання екологічно безпечного застосування пестицидів при вирощуванні рису на півдні України // ВАН. 1998. № 11 (співавт.);
- Контроль та застосування хімічних засобів захисту рослин: Довід. із захисту рослин. К., 1999;
- Обґрунтування екологічно безпечного застосування пестицидів для захисту озимої пшениці та ярого ячменю // Захист і карантин рослин. 2000. Вип. 46 (співавт.).